# Virgílio do Carmo da Silva
Virgílio do Carmo da Silva, S.D.B. (Venilale, 27 de novembro de 1967) é um cardeal da Igreja Católica timorense, primeiro e atual arcebispo de Díli.

## Vida
Depois de frequentar as escolas primárias e secundárias salesianas de Fatumaca, ingressou na Congregação dos Salesianos de Dom Bosco em 31 de maio de 1990. Estudou filosofia e teologia em Manila, Filipinas. Em 19 de março de 1997, ele fez sua profissão perpétua e foi ordenado padre em 18 de dezembro de 1998.
De 1999 a 2004 e novamente de 2007 a 2014, Silva foi mestre do noviciado dos salesianos. Desde 2005, estudou em Roma para um Licenciado em Espiritualidade na Pontifícia Universidade Salesiana. De 2009 a 2014, foi diretor da Escola Técnica de Nossa Senhora de Fátima de Fatumaca. Em 2015, tornou-se Superior provincial dos Salesianos em Timor-Leste e na Indonésia.
Em 30 de janeiro de 2016, ele foi nomeado pelo Papa Francisco como bispo de Dili. Ele substituiu o bispo Alberto Ricardo da Silva, que morreu de câncer no cérebro em 2 de abril de 2015.  Foi consagrado em 19 de março, na área do Tasi-Tolu, Dom Aleixo, Díli, por Dom Joseph Salvador Marino, núncio apostólico no Timor-Leste e Malásia, coadjuvado por Dom Basílio do Nascimento, bispo de Baucau e por Dom Norberto do Amaral, bispo de Maliana.
Lançando em 2018, uma peregrinação a locais religiosos importantes em Timor-Leste, da Silva disse que “é hora da igreja e do governo se unirem e desenvolverem formas de turismo religioso que são ricos não apenas no lado espiritual, mas também em aspectos sociais, econômicos, aspectos culturais e históricos. O país começou a desenvolver o turismo religioso para dar à economia frágil um impulso muito necessário.”
Em maio de 2018, a Polícia de Díli foi colocada em alerta máximo depois de saber de possíveis ataques de extremistas islâmicos contra igrejas e do Bispo da Silva, após as recentes eleições no país.
Em 11 de setembro de 2019, o Papa Francisco elevou a diocese de Díli à arquidiocese metropolitana, nomeando o bispo da Silva como seu novo arcebispo metropolitano.
Durante o Regina Caeli de 29 de maio de 2022, o Papa Francisco anunciou sua criação como cardeal no Consistório ocorrido 27 de agosto. Recebeu o anel cardinalício, o barrete vermelho e o título de cardeal-presbítero de Santo Alberto Magno.